# Anthurium marginellum
Anthurium marginellum är en kallaväxtart som beskrevs av Luis Aloysius, Luigi Sodiro. Anthurium marginellum ingår i släktet Anthurium och familjen kallaväxter. Inga underarter finns listade.